# Herpolirion novae-zelandiae
Herpolirion novae-zelandiae Hook.f. – gatunek rośliny z monotypowego rodzaju Herpolirion Hook.f. z rodziny złotogłowowatych (Asphodelaceae), występujący w południowo-wschodniej Australii, na Tasmanii i Nowej Zelandii.
Nazwa rodzaju pochodzi od greckich słów έρπω (herpo – pełzać) i λυρίων (lirion – lilia), w odniesieniu do sposobu wzrostu tych roślin. Nazwa gatunkowa odnosi się do Nowej Zelandii.

## Morfologia
PokrójWieloletnie rośliny zielne tworzące rozległe, murawopodobne skupiska.
PędyPodziemne pełzające kłącze o średnicy 1–2 mm i długości kilku centymetrów.
LiścieLiście odziomkowe, wyrastające w kępkach po 6-8, o delikatnych, często modrych, podłużnie pofałdowanych, silnie nachylonych w kierunku nasady blaszkach o długości 1–6 cm i szerokości 1,5–2,5 (do 4) mm.
KwiatyZebrane w niemal siedzący kwiatostan wsparty 2–3 łuskowatymi przysadkami. Listki okwiatu o długości ok. 2 cm i szerokości ok. 2,5–3 mm, białe, niebieskie lub liliowe. Pręciki wolne, połowy długości okwiatu, u nasady grubsze, żółte i bardzo drobno owłosione. Nitki nitkowate. Pylniki o długości 2–3 mm. Szyjka słupka nitkowata, długości pręcików. Znamię słupka niepodzielone.
OwoceTorebki o długości ok. 6,5 mm i niemal mięsiste po zawiązaniu, potem wysychające i dość głęboko bruzdowane. Nasiona długie, spłaszczone, czarne, gładkie, lśniące.

## Biologia
RozwójGeofity ryzomowe, kwitną w okresie od listopada do lutego, owocują od grudnia do marca.
SiedliskoWystępuje w regionach alpejskich, gdzie rośnie na wilgotnych wrzosowiskach, łąkach i bagnach.
GenetykaLiczba chromosomów 2n = 16.

## Systematyka
Gatunek z monotypowego rodzaju Herpolirion z podrodziny liliowcowych (Hemerocallidoideae) z rodziny złotogłowowatych (Asphodelaceae).